# Sayeret Matkal

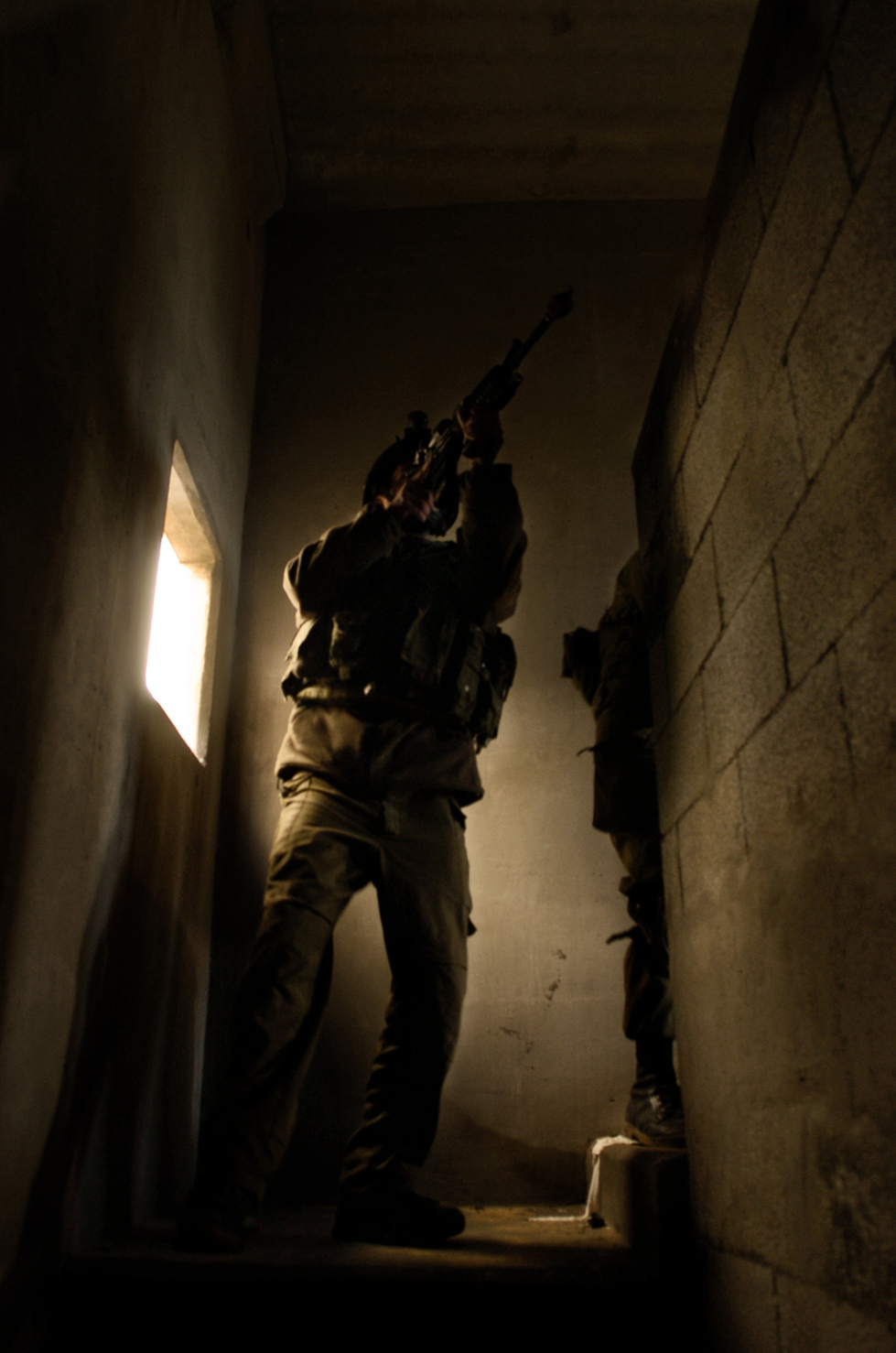
Um soldado da Sayeret Matkal.

Sayeret Matkal (em português: Unidade de Reconhecimento Geral) é uma unidade de forças especiais das Forças de Defesa de Israel (IDF) diretamente subordinada à Direção de Inteligência Militar.
Essencialmente uma unidade de coleta de inteligência, especializada em reconhecimento especial atrás das linhas inimigas, o seu homólogo brasileiro no qual mantém intenso intercâmbio é o COMANF, a Sayeret Matkal é também encarregada do combate ao terrorismo, resgate de reféns, e espionagem estrangeira. É a unidade equivalente ao Serviço Aéreo Especial do Exército Britânico, do qual absorveu o lema "Quem ousa vence", e dos Comandos Anfíbios do Corpo de Fuzileiros Navais.
Como uma das unidades de comandos mais prestigiadas, a Sayeret Matkal alegadamente esteve envolvida em quase todas as grandes operações de combate ao terrorismo desde a sua criação, em 1957.